# El Tambo (Nariño)
El Tambo é um município da Colômbia, localizado no departamento de Nariño.